# Альгінова кислота
Альгінова кислота (англ. Alginic acid) — полісахариди, які побудовані із залишків β-D-маннуронової і α-L-гулуронової кислот, які знаходяться в піранозній формі і зв'язані в лінійні ланцюги 1,4-глікозидними зв'язками. Цю в'язку гумоподібну речовину, отримують з водоростей родів Ламінарія (зокрема японської ламінарії) і Macrocystis класу Бурі водорості (Phaeophyceae). Вміст альгінової кислоти в ламінарії коливається від 15 до 30 %.
Альгінова кислота нерозчинна у воді і в більшості органічних розчинників. 1 частина альгінової кислоти адсорбує 300 масових частин води, що обумовлює її застосування як загусника.
Альгінова кислота є полімерним ланцюгом, що складається з двох мономерів — залишків поліуронових кислот (D-мануронової і L-гулуронової) в різних пропорціях, що варіюються залежно від конкретного виду водоростей.
Назва утворена від лат. alga «водорость».

## Альгінати
Альгінатами називають солі альгінової кислоти, зокрема: альгінат натрію (E401), альгінат калію (Е402), альгінат кальцію (Е404), альгінат амонію (Е403), пропіленглікольальгінат (Е405). Альгінати калію і натрію у воді утворюють колоїдні розчини, на відміну від нерозчинної альгінової кислоти.
Альгінати в організмі людини не перетравлюються і виводяться через кишечник.
За офіційними рекомендаціями ФАО-ВОЗ добове споживання людиною альгінових кислот і їх солей може досягати 25мг/кг маси тіла (в перерахунку на вільну альгінову кислоту).

## Застосування
Альгінова кислота і альгінати широко застосовуються в медицині (як антациди) і як харчові добавки (загусники). До одних з головних цінностей альгінатів як гелеутворювачів є їх властивість утворювати термостабільні гелі, які можуть формуватися вже при кімнатній температурі.
У переліку харчових додатків альгінова кислота має позначення E400. Харчові добавки з альгінатів широко застосовуються для виготовлення мармеладу, фруктових желе, цукерок і освітлення соків. Пропіленглікольальгінат, який не осаджується в кислих розчинах, використовується як стабілізатор при виробництві морозива, концентратів апельсинового соку, приправи до салатів і сирів.
Альгінова кислота виводить з організму важкі метали (свинець, ртуть та інші) і радіонукліди. Багато цінних властивостей морської капусти пояснюються саме альгіновою кислотою.
Альгінати (найчастіше — екстракт бурих водоростей) широко використовуються в косметології. Вони зміцнюють шкіру, зволожують її, зменшують почервоніння та подразнення.